# Hemaris rubra
Hemaris rubra är en fjärilsart som beskrevs av George Francis Hampson 1892. Hemaris rubra ingår i släktet Hemaris och familjen svärmare. Inga underarter finns listade i Catalogue of Life.